# Micromeria leucantha
Micromeria leucantha là một loài thực vật có hoa trong họ Hoa môi. Loài này được Svent. ex P.Pérez mô tả khoa học đầu tiên năm 1975.